# FZ Возничего
FZ Возничего (лат. FZ Aurigae) — двойная затменная переменная звезда типа Алголя (EA) в созвездии Возничего на расстоянии приблизительно 2840 световых лет (около 871 парсека) от Солнца. Видимая звёздная величина звезды — от +14,5m до +13,2m. Орбитальный период — около 7,132 суток.

## Характеристики
Первый компонент — жёлтая звезда спектрального класса G-F. Радиус — около 1,67 солнечного, светимость — около 3,209 солнечных. Эффективная температура — около 5973 К.